# بينيهورست
بينيهورست (بالإنجليزية: Pinehurst, Georgia)‏ هي مدينة تقع في مقاطعة دوولي بولاية جورجيا في الولايات المتحدة. تبلغ مساحة هذه المدينة 2.6 (كم²)، وترتفع عن سطح البحر 126 م، بلغ عدد سكانها 307 نسمة في عام 2010 حسب إحصاء مكتب تعداد الولايات المتحدة.

## أعلام
- بيتي شباز

## وصلات خارجية
- Cities & Counties - Georgia.gov